# Merine (Algeria)
Merine è un comune dell'Algeria, situato nella provincia di Sidi Bel Abbes.